# Життя дванадцяти цезарів
«Жи́ття двана́дцяти це́зарів» (лат. De vita Caesarum) — основна праця римського історика Светонія. Написана близько 121 року, коли автор був секретарем імператора Адріана. Складається з 8 книг. Містить 12 біографій цезарів, тобто диктатора Юлія Цезаря і 11 перших римських принцепсів від Августа до Доміціана. Присвячена префекту преторія Гаю Септицію Клару, який був покровителем Светонія.

## Назва
- Про життя цезарів (лат. De vita Caesarum) — латинська назва.
- Життя дванадцяти цезарів — популярна сучасна назва.
- Життєписи дванадцяти цезарів — у перекладі П. Содомора.

## Зміст

### Книга І.Гай Юлій Цезар
Перші декілька глав цієї книги загублені. Светоній розпочинає свою розповідь з опису завоювань Цезаря, особливо Галльського, а також його громадянської війни проти Помпея Великого. Автор використовує цитати Цезаря. Наприклад, його відомий вислів: «Veni, vidi, vici» (Прийшов, побачив, переміг). Також описуючи війну Цезаря проти Помпея, в епізоді де Цезар майже програв, Светоній знову цитує його фразу: «Цей чоловік (Помпей) не знає як виграти війну».
Светоній описує випадок, який став одним з найвідоміших фрагментів усієї книги. Цезаря захопили пірати Середземного моря. У полоні він багато з ними дискутував на філософські теми. Також полководець пообіцяв, що одного дня знайде їх та вчинить розправу у вигляді розп'яття (в той час це було стандартне покарання за піратство). А коли вони сказали, що проситимуть за нього викуп в сумі 20 талантів, той розсміявся і відповів, що вартує щонайменше 50 талантів. Після визволення Цезар, як і обіцяв, схопив піратів та безжалісно розіп'яв.
Саме від Светонія ми вперше дізнаємося про ще один випадок з життя Юлія Цезаря. Одного разу, служивши квестором в Іспанії, Цезар відвідав статую Александра Македонського. Дивлячись на неї, він впав на коліна та заплакав. Коли його запитали, що трапилось, той зітхнув та сказав, що в його віці Александр вже підкорив весь світ.
Светоній описує дар Цезаря завойовувати прихильність та вірність своїх солдат. Автор зазначає, що він звертався до них «товариші», а не «солдати». Все це свідчить про те, що Цезар справді цінував кожного з них. Коли один з його легіонів поніс великі втрати в одній з битв, він поклявся не стригти ні бороду, ні волосся допоки не помститься за їхню смерть. В книзі є ще один цікавий епізод, де солдат Цезаря, незважаючи на відрізану руку, зумів підкорити ворожий корабель та його команду. Светоній також описує знаменитий перехід Цезарем Рубікону (кордон між Італією та Галлією), коли той вирушав до Риму, щоб розпочати війну проти Помпея та захопити там владу.
В книзі також описуються реформи Цезаря після того, як він зумів захопити владу в Римі. Однією з таких реформ була модифікація римського календаря. На той час у календарі вже використовувалася та сама система сонячних років та місяців, яку ми використовуємо й сьогодні. Цезар оновив календар так, щоб зменшити кількість втрачених днів через неточності попереднього календаря. Він також перейменував п'ятий місяць (місяць його народження) в римському календарі на липень (July) на свою честь.
Светоній також зазначає, що Цезар планував завоювання Парфянського царства. Проте він не зміг здійснити ці плани через вбивство.
В книзі також описуються зовнішність та особистість Цезаря. Светоній розповідає, що полководець був частково лисим. Він почувався через це доволі невпевнено та зачісував волосся вгору так, щоб приховати свою лисину, яка з'явилась дуже завчасно. Цезар носив сенаторську туніку з помаранчевим поясом та надавав перевагу вільному повсякденному одягу. На підтвердження цього образу автор використовує цитату римського диктатора Луція Корнелія Сулли: «Остерігайтесь хлопця у вільному одязі, одного дня він зруйнує Республіку». Політичні вороги Цезаря заявляли, що той хоче повернути монархію.
В кінці Светоній описує смерть Цезаря. Незадовго до смерті Цезар сказав своєму другу, що хоче померти неочікуваною та вражаючою смертю. Автор вірить, що були певні знаки, які передбачували його смерть. Одним з таких знаків був яскравий сон Цезаря в ніч напередодні вбивства. Светоній також запевняє, що в день вбивства Цезарю дали документ, який описував весь сюжет його наступної участі. Проте він так і не зміг прочитати його до вбивства.
Автор каже, що свідки вбивства запевняли, що перед смертю Цезар корив Брута фразою «Ти теж, дитя моє?». Цей вислів дещо відрізняється від шекспірівського «Навіть ти, Бруте?». Однак сам Светоній стверджував, що Цезар не сказав нічого, окрім одного єдиного стогону, коли його проткнули. Натомість він запевняє, що коли почалася атака той вигукнув: «Чому? Це ж насилля!»

### Книга ІІ.Октавіан Август
Перед смертю Юлій Цезар оголосив свого племінника Гая Октавія усиновленим дитям та спадкоємцем його титулу. Атія — мати Гая Октавія, була дочкою сестри Цезаря Юлії Молодшої. Октавіан закінчив громадянські війни, розпочаті його прадядьком Юлієм Цезарем. Він один за одним переміг легіони, що хотіли знищити Юлія Цезаря, як володаря римського світу. Светоній описує ці громадянські війни, а також звертає увагу на фінальну сутичку з Марком Антонієм, що закінчилася битвою при Акації. Антоній був останнім суперником Октавіана. Він покінчив своє життя самогубством після поразки. Саме після цієї перемоги в 31 році до н. е. Октавіан став володарем римського світу та імператором. Його оголошення про закінчення громадянської війни, розпочатої ще Юлієм Цезарем, ознаменувало історичний початок Римської Імперії та Римського миру. Також після того, як Октавіан став імператором та здобув собі таку величну славу завдяки численним перемогам, римський сенат вирішив дати йому ім'я Август, що означало «поважний».
Після опису військових походів Августа, Светоній розповідає про його особисте життя. Цьому присвячений великий розділ книги. Частково це тому, що після битви при Акації його правління було переважно мирним. Кілька джерел також відзначили, що вся робота «Життя дванадцяти цезарів» набагато більш поглиблено вивчає особисте життя та плітки про історичних особистостей, описаних у ній, ніж інші подібні роботи.
Светоній описує напружені стосунки між Августом і його дочкою Юлією. Август хотів, щоб Юлія, його єдина дитина, вийшла заміж за чоловіка, що буде гідним стати його спадкоємцем. У 25 році до н. е., у віці 14 років, Юлію видали за її двоюрідного брата Марка Клавдія Марцелла. Втім через два роки він несподівано помер. Серед наступних претендентів на руку Юлії Август розглядав свого близького друга, римського вершника Гая Прокулея, однак віддав перевагу іншому своєму другові Марку Віпсанію Агріппі. Шлюб Юлії, що була молодша свого майбутнього чоловіка на 25 років, з Агріппою був укладений у 21 році до н. е. Юлія народила від Агріппи п'ятьох дітей: Гая Юлія Цезаря Віпсаніана, Віпсанію Юлію Агрипіну, Луція Юлія Цезаря Віпсаніана, Віпсанію Агрипіну і Марка Віпсанія Агріппу Постума.
У березні 12 року до н. е. Агріппа помер. Перебуваючи у шлюбі з ним, Юлія вже мала одного коханця — Семпронія Гракха. В подальшому їх кількість стала збільшуватися.
Август знайшов і третього чоловіка для дочки. Це був усиновлений ним Тиберій, що був вимушений розлучитися з гаряче коханою ним Віпсанією Агріппіною.
Нехтуючи чоловіком, Юлія мала безліч коханців й не приховувала своїх стосунків з ними. Через відсутність можливості звинуватити дружину або розлучитися з нею, але не бажаючи терпіти її поведінку, Тиберій був змушений в 6 році до н. е. покинути Рим і виїхати в добровільне заслання на Родос.
Август намагався закрити на все це очі, але коли виявилося, що Юлія була причетною до заколоту проти нього, він дав їй розлучення від імені Тіберія та відправив у заслання на острів Пандатерію.
Светоній цитує Августа, який неодноразово проклинаючи своїх ворогів, казав, що у них повинні бути «дружина і діти, як у мене».
За словами Светонія, Август жив скромним життям, з малою розкішшю. Він жив у звичайному римському будинку, їв звичайні римські страви і спав у звичайному римському ліжку.
Светоній описує певні пророчі сни та передвістя стосовно народження Августа. Один сон, описаний у книзі, припускав, що його мати Атія була цнотливою та непорочно завагітніла від римського бога. У 63 році до н. е., під час консулату Цицерона, кілька римських сенаторів відкрито висловлювали свої мрії про те, що народиться король, який врятує республіку. 63 рік до н. е. — це також рік народження Августа.
Светоній згадує лише про дві військові поразки, які Рим зазнав під час правління Августа. Обидві поразки сталися в Німеччині. Перша поразка була неістотною та не мала наслідків. Друга відбулася під час битви в Тевтобурзькому лісі, де три римські легіони (Легіон XVII, Легіон XVIII та Легіон XIX) зазнали поразки західно-германським на чолі з Армінієм. Більшість того, що відомо про цю битву, було описано саме в цій книзі. За словами Светонія, ця битва «майже розгромила імперію». Саме від Светонія ми дізнаємося реакцію Августа, на його поразку. Светоній пише, що Август у відчаї бився головою об стіну, повторюючи: Quintili Vare, legiones redde! («Квінтіліусе Варусе, поверніть мої легіони!»). Ця поразка була однією з найгірших випробувань Риму за весь Принципат. Результатом цього річки Рейн та Дунай стали природними північними кордонами імперії. Рим більше не вторгався на територію Німеччини. Светоній також припускає, що Август ніколи повністю не пережив цю поразку.
Август помер 19 серпня 14 року до н. е., незадовго після смерті матері.

### Книга ІІІ.Тиберій
Светоній описує ранню кар'єру Тиберія, яка полягала в його командуванні кількома римськими арміями на території Німеччини. Саме його керівництво в цих німецьких походах переконало Августа прийняти Тиберія і зробити його спадкоємцем. Сходження Тиберія на престол стало можливим, тому, що двоє онуків Августа померли раніше, ніж він, а його останній онук Постум Агріппа, хоча спочатку й повинен був правити разом з Тиберієм, мав настільки порочний і жорстокий норов, що Август заслав його у Сорренто, хоча той і не вчинив жодного злочину. Імовірно Постум Агріппа страждав від якогось психічного розладу.
Август розпочав давню (та іноді успішну) традицію всиновлення та виховування спадкоємця, замість того, щоб дати посісти місце імператора сину. Светоній припускає, що Август не лише трохи зневажливо ставився до Тиберія та не очікував від нього нічого видатного, а й вважав, що той не справиться з імператорством та зазнає поразки.
Коротко згадуючи про військові та адміністративні успіхи, Светоній заглиблюється у розповіді про розпусту, жорстокість та пороки, які він приписує Тиберію.
Незважаючи на жахливі розповіді про імператора, сучасна історія розглядає Тиберія як успішного та компетентного імператора, який після смерті залишив державну скарбницю набагато багатшою, ніж тоді, коли почалося його правління. Таким чином, розповіді Светонія про характер та вчинки Тіберія не слід приймати, як істину.
Тиберій помер своєю смертю. Светоній описує надзвичайну радість у Римі після його смерті. Його тіло хотіли скинути гемонськими сходами у річку Тибр, оскільки він робив так з багатьма людьми за життя. У Тиберія не було живих дітей, коли він помер, проте його онук Тиберій Юлій Цезар Нерон (Гемелл) та його усиновлений онук Гай Цезар Калігула, пережили його. Тиберій оголосив обох своїми спадкоємцями, але, схоже, надавав перевагу Калігулі через молодість Гемелла.

### Книга IV.Калігула
Більшість того, що відомо про правління Калігули, відомо від Светонія. Інші римські автори, наприклад Тацит, містять дуже мало інформації про Калігулу, якщо він взагалі там згадується. Імовірно, більшість того, що існувало під час його правління, було давно втрачено.
Більшу частину твору Светоній посилається на Калігулу, використовуючи його власне ім'я — Гай. Калігула («маленькі чоботи») було прізвиськом, яке дали йому солдати батька, тому що, коли він був хлопчиком, то часто одягав мініатюрне бойове спорядження та проводив навчання для війська. Звичайно ж він не знав команд та не міг їх нічого навчити хоча б через те, що був втричі молодшим. Проте воїни любити його та робили вигляд, що все розуміють та підпорядковуються його наказам. Батька Калігули, Германіка, любили у всьому Римі, оскільки він був геніальним воєначальником та прикладом римських піет. Тиберій зробив Германіка своїм спадкоємцем, сподіваючись, що Германік зможе його перевершити. Але Германік помер та не встиг цього зробити.
Після смерті Тиберія Калігула став імператором. Спочатку римляни любили Калігулу завдяки хорошій пам'яті про його батька. Але більшість того, що Светоній говорить про Калігулу, є негативним. Він пише, що в імператора була певна хвороба, через яку той втратив розум. Також Светоній вважає, що Калігула знав про неї.
Калігула одружився зі своєю сестрою, грозився зробити свого коня консулом, направив армію до північного узбережжя Галлії, коли вони готувалися вторгнутись у Британію та змусив їх збирати мушлі на березі (це може бути вигадкою, оскільки слово мушля латинською мовою уособлює поняття, яке в той час легіонери називали бараками, які воїни споруджували вночі під час походів). Також Калігула побудував доріжку від свого палацу до храму, щоб бути ближче до свого «брата», римського бога Юпітера. Калігула вважав себе живим божеством. Він також замінив голови на статуях різних богів своїми бюстами.
Калігула кликав людей до свого палацу посеред ночі. Коли вони прибували, він ховався і видавав дивні звуки. Також він міг вбити людей, а потім почати кликати та шукати їх. Коли ніхто не з'являвся, він припускав, що вони, мабуть, покінчили життя самогубством.
Светоній описує кілька передвість, що пророкували вбивство Калігули. Він згадує про блискавку, що вразила Рим на березневі іди. Так само було перед смертю Юлія Цезаря. У стародавньому світі блискавка була дуже забобонним явищем. В день вбивства Калігула приніс у жертву фламінго. Під час жертви на його одяг бризкала кров. Светоній також згадує про комету, яку побачили незадовго до вбивства. У стародавньому світі вважали, що комети віщують смерть чи вбивство важливих людей. Светоній навіть припустив, що саме ім'я Калігули було провісником його вбивства, зазначивши, що кожен цезар на ім'я Гай, наприклад диктатор Гай Юлій Цезар, зазнав вбивства (насправді твердження не є точним; батько Юлія Цезаря помер своєю смертю, як і Август).
Калігула був завзятим фанатом гладіаторських боїв. Його вбили незабаром після того, як він повертався з одного з них. Вбивцями були капітан преторіанської гвардії, а також кілька сенаторів.

### Книга V.Клавдій
Клавдій (повне ім'я Тиберій Клавдій Цезар Август Германік) був онуком Марка Антонія, брата Германіка і дядька Калігули. На момент вбивства Калігули йому було близько 50 років. Він ніколи не займав державні посади, в основному через стурбованість сім'ї щодо його здоров'я та розумових здібностей. Светоній багато писав про розумові вади Клавдія та про те, як імператорська родина ставилась до цього у «Житті Августа».
Вбивство Калігули спричинило великий жах у палаці, і, за словами Светонія, Клавдій, наляканий звуками солдатів, що шукали подальших жертв, сховався на балконі за шторами. Він був впевнений, що його вб'ють тому, що він мав кровні зв'язки з Калігулою, останнім імператором. Солдат, що перевіряв кімнату, помітив ноги, які стирчали з-під штор, заглянувши за них, знайшов там переляканого Клавдія. Він проголосив Клавдія новим імператором і відвів його до решти солдатів, після чого вони винесли його з палацу та доставили до преторіанського табору, де військо швидко проголосило його імператором.
Ми дізнаємося, що Клавдій був першим римським полководцем, який вторгся до Британії після Юлія Цезаря, що зробив це століттям раніше. Діон Кассій більш детально розповідає про це. Він також зайшов далі, ніж Цезарь і змусив Британію підпорядкуватися римському правлінню. Цезар «завоював» Британію, але залишив за британцями право керувати собою. Клавдій був не такий добрий. Вторгнення до Британії було головною військовою кампанією за його правління.
За словами Светонія, Клавдій все життя страждав від проблем зі здоров'я, поки не став імператором. Після цього він став здоровішим за бика. Тим не менш, імператор страждав від різних недуг, таких як епілептичні припадки та конвульсії, кумедна кульгавість, а також заїкання і надмірне виділення слини при перезбудженні. Светоній із задоволенням розповідав, як жалюгідний Клавдій висміювався в своєму імператорському будинку через ці недуги. Автор також додає кілька листів, що Август писав своїй дружині Лівії, в яких він виражає занепокоєння за репутацію імператорської сім'ї, якщо Клавдія бачитимуть з ними на публіці.
Светоній описує кілька передвіщень вбивства Клавдія. Він згадує комету, яку кілька римлян бачили незадовго до події. Як згадувалося раніше, комети віщували загибель значних людей. Клавдій намагався перенести свою долю на когось іншого і запобігти смерті, страчуючи римських громадян, у тому числі деяких сенаторів та аристократів.
Светоній змальовує Клавдія, як кумедну постать, знецінює багато його вчинків та пише, що всі хороші та вартісні речі, які він робив траплялися виключно через вплив інших людей. Таким чином образ Клавдія століттями усоблював слабкого дурня, яким керували ті, ким він начебто правив. Ще автор описує обідні звички Клавдія, зокрема його нескромну любов до їжі та напоїв, а також прихильність до міських таверн.
Незважаючи на його невдачі та фізичні особливості, більшість сучасних істориків погоджуються, що Клавдій був доволі хорошим правителем. Вони звертають особливу увагу на його військовий успіх у Британії, а також численні громадські заслуги. Правління Клавдія закінчилось тим, що його отруїли грибною стравою. Імовірно це зробила його остання дружина Агриппіна, намагаючись звести на престол свого сина від попереднього шлюбу Нерона, який і став імператором після смерті Клавдія.

### Книга VI.Нерон
Светоній зображує життя Нерона подібно тому, як він описує життя Калігули. Все починається з розповіді про те, як Нерон посів престол замість сина Клавдія Британніка. Потім автор починає перераховувати численні злочини, які чинив молодий імператор.
Светоній пише, що імператор Калігула у відповідь на прохання сестри вибрати ім'я для сина, назвав немовля Клавдієм, оскільки дядько імператора Клавдій був посміховиськом всього двору. Утім, це свідчення не відповідає дійсності, оскільки при народженні Нерон отримав ім'я Луцій Доміцій Агенобарб, а Клавдієм його нарекли вже після усиновлення імператором Клавдієм.
Дружина Клавдія Валерія Мессаліна бачила в малому Нероні суперника її сину Британніку в боротьбі за трон імператора. Светоній пише, що ходили чутки, за якими Мессаліна навіть підсилала до підлітка убивць, які б мали задушити його під час обіднього сну, але вони злякалися, побачивши зміїну шкіру біля узголів'я ліжка.
Автор описує Нерона як людину, що надзвичайно сильно насолоджувалась музикою та любила її. Він був дуже обдарованим музикантом та часто давав чудові концерти, які примусово відвідували римляни вищого класу. Ці концерти тривали годинами. Подейкують, що деякі жінки народжували на них, а чоловіки інсценізовували свою смерть, оскільки Нерон не дозволяв нікому покидати його концерти до завершення.
Пізніше, до цього додалося захоплення колісними перегонами та спортом. Нерон вважав себе неперевершеним музикантом, візницею та атлетом. «Він вірив у те, що у співі дорівнює Аполлонові, у перегонах — Геліосові, думав також наслідувати справи Геракла. Оповідали, що вже був приготований лев, якого він мав убити палицею або задушити голими руками на очах глядачів на арені», — пише Светоній.
Спочатку правління Нерона було доволі адекватним, але потім він почав виходити з-під впливу оточення, одночасно усе більше проявлялися його нестриманість, безмірне самолюбство та жорстокість. Першим він отруїв свого зведеного брата Британіка — за легендою через те, що той мав кращий голос, хоч певно просто позбувався претендента на владу.
Ненавидів він і свою матір Агріппіну Молодшу. Спершу Нерон позбавив її всіх почестей і забрав варту, після чого вигнав з палацу. Три рази намагався отруїти, але Агріппіна попередньо приймала протиотруту. Тоді він вигадав спеціальний корабель-пастку і запросив Агріппіну на бенкет у Байї. Свинцева брила, що мала вбити Агріппіну, застрягла в бильці ліжка, тож хоч корабель і розламався, вона не потонула та змогла доплисти до берега, де її, однак, все одно вбили.
Матеревбивство вважалося в Римі найтяжчим злочином. Як виправдання Нерон заявив сенатові, що Агріппіна задумала замах на його життя, і він був змушений піти на вбивство.
Нерон був не тільки ексцентричним, а й мав певні психічні відхилення, як і його попередники. Також Светоній описує численні пороки імператора. За його словами, Нерон одружив на собі хлопчика Споруса, якого згодом кастрував. Він поводився так, наче той був жінкою. Кажуть, що Спорус був дуже схожим на дружину Нерона — Поппею Сабіну, яка начебто померла при родах. Але більш імовірно те, що Нерон забив її до смерті. Коли імператор виходив в люди з хлопчиком, то одягав його в регалії, що були типовим одягом для римських імператриць. До Споруса Нерон був одружений з вільновідпущеником Піфагором, але ставився до нього, як до чоловіка, а не як до жінки. Светоній цитує одного римляна, який жив у той час. Він сказав, що світ був би кращим, якби батько Нерона Гней Доміцій Ахенобарб одружився з кастрованим хлопчиком і Нерон відповідно не з'явився б на світ.
Саме Светоній вперше показує нам початки легенди про те, що Нерон «застав, як Рим горів». Светоній переказує, як імператор, спостерігаючи, як горить місто, вигукнув, що це надзвичайно красиво і заспівав епічну поему про зруйнування Трої, яку супроводив грою на лірі.
Светоній описує самогубство Нерона та підкреслює, що його смерть означала кінець правління Юліїв-Клавдіїв, адже Нерон не мав спадкоємця. За словами Светонія, Нерон був засуджений Сенатом на смерть. Коли імператор дізнався, що Сенат відправляє солдатів, щоб його вбити, то покінчив життя самогубством.

### Гальба
Розділ про Гальбу містить не надто багато інформації. Гальба був першим імператором Року чотирьох імператорів або Громадянської війни 68-69рр.
Гальба зміг піднятися на престол, оскільки смерть Нерона означала кінець династії Юліїв-Клавдіів.
Светоній коротко описує сімейну історію Гальби. Той походив зі славетного патриціанського роду Сульпійців. Автор також коротко згадує передвіщення смерті цього імператора.
Більшість розділу описує сходження Гальби на престол та його вбивство. Також він містить опис його зовнішності. Светоній не витрачає багато часу ні на опис досягнень імператора, ні будь-яких невдач його правління.
За словами Светонія, Гальбу вбили прихильники Отона. Вбивство було дуже жорстоким, солдати продовжували нівечити його тіло навіть після того, як він вже був мертвим. Один з них відрубав трупові голову і підніс Отону. Той у свою чергу віддав її обозникам і харчевникам, які ще якийсь час носили її по табору на списі.
Приблизно в цей час Светоній вичерпав усі свої імператорські архівні джерела.

### Отон
Його повне ім'я Марк Сальвій Отон. Він правив лише декілька місяців. Тому розділ про нього також короткий, як і про Гальбу. Светоній навіть описував їхні життя за одинаковою схемою. Спочатку розповідає про родину Отона та їхню історію. Хоча члени його сім'ї були переважно невизначними особами. Лише його батько, Луцій Отон, завдяки милості Клавдія став знатною людиною.
Светоній також додає короткий список передвіщень стосовно правління та самогубства Отона.
Автор присвячує більшість розділу опису сходження Отона на престол та його самогубству. Светоній припускає, що тільки-но Отон зійшов на престол, він змушений був почати оборонятися від претенцій та інших претендентів на нього.
Зі слів автора ми дізнаємося, що Отона спіткала подібна доля до Гальби. Прихильники Вітеллія хотіли вбити Отона. Светоній стверджує, що однієї ночі імператор зрозумів, що незабаром його вб'ють. Він почав розглядати самогубство як вихід, але вирішив поспати ще одну ніч перед тим як його здійснити. Тієї ночі, лягаючи спати, він поклав кинджал під подушку. А зранку прокинувся і заколов себе на смерть.

### Вітеллій
Вітеллій був останнім короткотривалим імператором, інформації про нього в книзі також небагато. Светоній стверджує, що поки Вітеллій прямував до Риму, Отон покінчив життя самогубством.
В книзі показано Вітеллія не в надто хорошому світлі. Але слід пам'ятати, що батько Светонія був офіцером в армії та воював за Отона і відповідно проти Вітеллія, в першій битві при Бедріаці. А наступний імператор Веспасіан, коли зійшов на престол, повністю керував історією і тим, як зображували його чи інших постатей. Тому будь-що написане про Вітеллія зобразило б його в поганому світлі, незалежно від істинних вчинків.
Светоній традиційно коротко описує сім'ю Вітеллія та різні передвіщення і прикмети стосовно його долі.
Також автор описує і вбивство імператора. За його словами, Вітеллія ще до смерті зв'язали, роздягнули і закидали тваринним послідом. На відміну від двох його попередників, Вітеллія вбив не його наступник. В той час наступний імператор та його прибічники воювали проти євреїв у Юдеї.
Смертю Вітеллія закінчився найгірший рік раннього принципату.

### Веспасіан
Светоній розпочинає з опису предків засновника династії Флавіїв і продовжує з коротким списком військової та політичної кар'єри Веспасіана при Авлі Плавції, Клавдії та Нероні а також розповідає про придушення ним повстання в Юдеї. Автор зазначає про чесність імператора, але також не забуває й про його схильність до скупості.
Светоній як завжди перераховує передвіщення та прикмети щодо правління та життя Веспасіана. Також він коротко розповідає про зростаючу військову підтримку Веспасіана і ще коротше про події в Італії та Єгипті. За правління Веспасіана було придушене повстання в Юдеї та зруйновано Єрусалимський Храм.
Автор описує ранні дії Веспасіана, розповідає як той зміг відновити дисципліну в Римі та його провінціях, відбудовував римську інфраструкруту, що була пошкоджена під час війн. Описує його скромним та поблажливим, проводячи паралелі з Августом. Пізніше йдеться про те, що він надзвичайно справедливий і надає перевагу помилуванню, а не помсті.
Светоній зазначає, що єдиним недоліком Веспасіана була скупість, підтверджуючи свої слова його винахідницькими податковими реформами. Однак автор пояснює таку поведінку тим, що порожнеча римської казни не залишала йому вибору.
Светоній коротко описує зовнішність Веспасіана та схильності до комічної поведінки. У цьому розділі роботи з'являється відомий вираз «Гроші не пахнуть» (Pecunia non olet). Річ у тім, що син Веспасіана (та наступний імператор) Тит розкритикував свого батька за стягнення плати за користування громадськими туалетами на вулицях Риму. Почувши це, Веспасіан взяв кілька монет і попросив Тита понюхати їх, а потім запитав сина, чи вони погано пахнуть. Коли Тит сказав, що ні, Веспасіан відповів, що ці монети прийшли з сечі.
Імператор достойно зустрів свою смерть. Він продовжував виконувати свої обов´язки навіть тоді, коли перейшов на постільний режим.
Тим часом хвороба продовжувала знесилювати колись міцне тіло. Напади раптової слабкості траплялися все частіше. Нарешті настав момент, коли Веспасіан відчув, що помирає.
Злякавшись, що покине світ живих у негідній імператора позі, він сказав близьким, що повинен померти стоячи і попрохав допомогти йому піднятися. Його обережно підтримали, і, намагаючись звестися і випрямитися, він зробив останній подих. Голова впала на груди, тіло обвисло, але ще деякий час ті, що підтримували імператора, не наважувалися опустити мертве тіло на ліжко.

### Тит
Тит був старшим сином Веспасіана і другим імператором династії Флавіїв. Як пише Светоній: «Захоплення і милість людського роду». Тит виховувався в імператорському дворі і виріс з Британіком, сином Клавдія. Двом з них було сказано пророцтво, яке стосувалося їхнього майбутнього. Британіку сказали, що він ніколи не зможе перевершити свого батька, а Тит зможе. Юнаки були настільки близькими, що, коли Британіка отруїли, Тит, що був присутнім, скуштував отруту і ледь не помер. Коли Тит досяг повноліття, краса та таланти, які вирізняли його в дитинстві, стали ще більш помітними. Тит був надзвичайно вмілим у мистецтві «війни та миру». Він прославив себе полковником у Німеччині та Британії. Тит проявив себе чудовим полководцем в Юдеї і коли взяв в облогу Єрусалим. Ця шестимісячна облога закінчилася зруйнуванням Єрусалимського храму та вигнанням звідти євреїв. Цей період відомий як єврейська діаспора. Тит також мав любовний зв'язок з єврейською королевою Береніце, яку він привіз до Риму.
Як імператор, він намагався бути великодушним і завжди вислуховував прохання без упередженості. А прожитий день без надання підтримки чи допомоги комусь, він вважав марно витраченим. За часів свого правління він добудував те, що стало найтривалішою згадкою про його сім'ю та однією з найвідоміших споруд Риму — Флавійовий амфітеатр або колізей. Його правління затьмарилося виверженням Везувія, великою римською пожежею та найстрашнішою чумою, яка коли-небудь була відома. Однак ці катастрофи його не знищили. Скоріше, як зауважує Светоній, він виріс, як батько, що піклується про своїх дітей. Незважаючи на те, що римляни обожнювали Тита, його правління було нетривалим. Його отруїли. Імовірно це був його брат Доміціан. Таким чином Тит був імператором лише два роки, два місяці і двадцять днів. На момент смерті він відкрив завіси, поглянув на небо і гірко поскаржився, що життя відбирається в нього незаслужено, оскільки на його совісті лежав лише один гріх.

### Доміціан
Молодший брат Тита, другий син Веспасіана і третій імператор династії Флавіїв. Під час правління Тита він викликав інакомислення і намагався отримати престол, влаштувавши заколот. З початку свого правління Доміціан правив, як автократ, частково через відсутність політичних навичок, а також через власну природу. Доміціан підозріло та насторожено ставився до оточуючих, оскільки звик до самотнього способу життя і це поступово погіршувалося.
Светоній визнає, що за правління Доміціана, імперія насолоджувалася періодом незвично хорошого уряду і безпеки.
Політика Доміціана щодо наймання членів кінного класу на деякі важливі посади, а не своїх власних вільновідпущеників також була нововведенням. Він також зумів відновити фінансову стабільність в імперії, незважаючи на будівельні проекти та війни. Доміціан глибоко сповідував релігію, тому будував храми та сприяв проводженню служб та навіть намагався змусити людей наслідувати мораль, встановлюючи закони про це.
Доміціан особисто брав участь в боях у Німеччині. Наприкінці свого правління він стикнувся із зростаючими неприємностями на нижньому Дунаї з боку даків, племені, яке знаходилося на території сучасної Румунії. Під керівництвом свого царя Децебала, даки вторглися в імперію в 85 році нашої ери. Війна закінчилася у 88 році компромісним миром, який залишив Децебала царем та надав йому римську допомогу за його обіцянку допомагати захищати кордони імперії.
Однією з причин, через яку Доміціан не зміг знищити даків, стало повстання в Німеччині губернатора Антонія Сатурніна. Повстання було швидко придушене, але з того часу, як повідомляє нам Светоній, недовірлива вдача Доміціана зростала. Найбільше постраждали його найближчі люди, і після встановлення ним терору в імператорському дворі Доміціана було вбито. Светоній стверджує, що серед убивць була його дружина Домітія Лонгіна та, можливо, його наступник Нерва. Сенат, який його завжди ненавидів, швидко заплямував пам'ять про нього і знеславив його вчинки. Доміціан приєднався до лав тиранів із значними досягненнями, але злою пам'яттю. Він був останнім імператором династії Флавії і його вбивство поклало початок періоду так званих П'яти добрих імператорів.

## Характеристика
Біографії викладені не в хронологічному порядку. Всі біографії побудовані за певною схемою: родовід імператора, час і місце народження, дитячі роки, прикмети, опис приходу до влади, найважливіші заходи його правління, характер імператора, опис обставин смерті.
На думку деяких дослідників, Светоній позбавлений літературного смаку і відчуття історії. На відміну від Тацита, історичні пружини і психологічні мотиви не цікавлять автора. Він наводить тільки фактологічну канву, багату численними анекдотами, достовірність яких нерідко викликає сумнів. У цьому його подібність з Плутархом.
Твір Светонія цінний тим, що він проливає світло на домашній, інтимний бік діяльності імператорів. Саме до «Життя дванадцяти цезарів» сходять найбільш сумнівні мотиви і сюжети, пов'язані з імператорами (кінь Калігули, акторські вправи Нерона, фраза Веспасіана «гроші не пахнуть», гладіаторське привітання Ave, Caesar, morituri te salutant, улюблена фраза Августа «до грецьких календ»). Погляд автора не спотворений сенаторськими забобонами, властивими, наприклад творам Тацита. За ідеал правителів Светоній приймає «божественних» Августа і Тита.

## Вплив
Пікантні подробиці особистого життя правителів гарантували твору популярність як в античні часи, так і в Новий час. Як своєрідне його продовження задумувалися Марієм Максімом «Життєписи Августів». Ейнгард вставив у латинський життєпис Карла Великого рядки, в яких Светоній вихваляв доблесті Августа. До початку систематичних археологічних досліджень у XIX століття саме за повідомленнями Светонія судили про того чи іншого імператора з династії Юліїв-Клавдіїв та Флавіїв.
Англійською «12 цезарів» переклав Роберт Грейвз. Деякі пасажі (наприклад, про те, як Тиберій віддавався педофілії на острові Капрі) здавалися настільки розпусними, що до кінця XX століття у перекладах їх викидали з тексту або залишали латинський текст без перекладу.

## Переклади

### Англійські
- Suetonius. The Lives of the Twelve Caesars [Архівовано 1 червня 2020 у Wayback Machine.]. by trans. by J. C. Rolfe. 1914 (Loeb Classical Library)

### Російські
- Гай Светоний Транквилл. Жизнь двенадцати цезарей / пер. М. И. Ильинский. 1776.
- Гай Светоний Транквилл. Жизнь двенадцати цезарей / пер. В. А. Алексеев. 1904.
- Гай Светоний Транквилл. Жизнь двенадцати цезарей [Архівовано 17 червня 2013 у Wayback Machine.] / пер. М. Л. Гаспаров. Москва: Наука, 1964. (Литературные памятники)

### Українські
- Гай Светоній Транквілл. Життєписи дванадцяти цезарів. — Львів : Сполом, 2012. — Т. пер. з латин. П. Содомора. [Архівовано 27 липня 2019 у Wayback Machine.]
- Гай Светоній Транквілл. Життєписи дванадцяти цезарів. — Львів : Піраміда, 2019. — Т. пер. з латин. П. Содомора. — 321 с. — ISBN 978-966-441-559-7.